# Оружие инков
Оружие инков — солдаты-инки носили простое оружие всех видов, специализация по вооружению осуществлялась согласно принадлежности к той или иной этнической группе, например, солдаты Чанка были специалистами по использованию деревянных молотов или макан, в то время как солдаты Антисуйу или высокогорной сельвы чаще использовали лук и стрелы. Также специализация в ношении оружия была по рангу воина.

## Оборонительное оружие
- Щиты (кечуа: Hualcana): Их использовали только некоторые солдаты, в основном солдаты высокого ранга. Делались они из древесины, покрытой кожей. На их внешней стороне были выгравированы геометрические фигуры токапу.

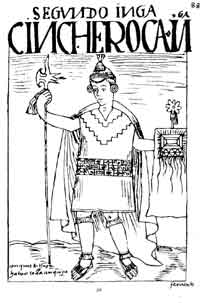
Гуаман Пома де Айяла, Фелипе, Синчи Рока

- Шлемы (кечуа: Uma chucu или «одежда для головы»): Одни из древесины, другие из древесины, усиленной металлическими кольцами, иные из меди. Медные шлемы использовали полководцы и солдаты высокого ранга, а шлемы из древесины могли использовать обычные воины, если так им было удобно.
- Нагрудники: также использовались главным образом военачальниками. Обычно они были украшены символической гравировкой.

## Атакующее оружие
- Копьеметалка — разновидность пращи, предназначенная для метания копий или дротиков: они состояли из шестов для метания снарядов, то же, что у мексиканцев атлатль. Их использовали солдаты лесных этносов (из сельвы).

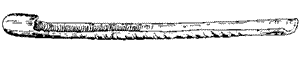
Ацтекский атлатль

- Праща (кечуа: huaraca): Состояла из верёвки средней длины, в которую посредине помещался снаряд (в данном случае камни сферической формы) и запускался с помощью раскручивания круговыми движениями. Есть упоминания о том, что Сапа Инка, принимая участие в бою, использовал пращу для метания снарядов из золота, если это так, то благодаря высокой плотности золота такой снаряд обладал большей дальностью полёта, чем каменный, и огромной убойной силой.

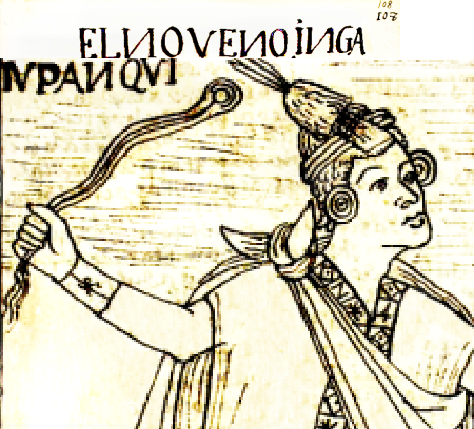
Пачакутек использует пращу или Huaraca.

- Болеадорас (кечуа: liwi) — род лассо с камнями или шарами: они состояли из двух или трех тяжёлых снарядов, соединённых верёвками. Их подбрасывали в воздух и потом кидали в цель, чтобы спутать её движения. Также их использовали для охоты.
- Копья (кечуа: Suchuc Chuqui или копье): длиной два метра, излюбленное оружие солдат, относившихся к этнической группе инков окрестностей города Куско. Все полководцы использовали его как символ власти.

- Маканы (кечуа: Chaska chuqui или «копьё с остриём в виде звезды»): Деревянные рукоятки с тяжёлыми навершиями на конце, по сути —боевые палицы, булавы, моргенштерны. Обычно навершия имели звездчатую форму и макан был самым главным оружием в армии инков. Говорят, что тяжелые навершия обычно делали из золота или серебра, в зависимости от ранга солдата.

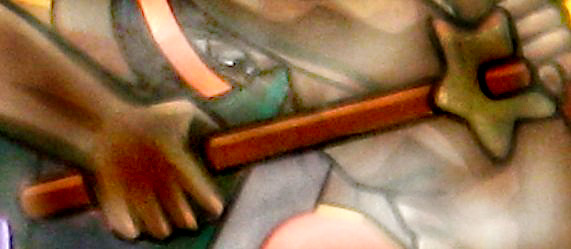
Макан инков

- Луки и стрелы: использовались главным образом жителями сельвы (регион Антисуйу).

- Деревянные молоты (кечуа: Chambi): Тяжёлые брусья с шипами. Их использовали главным образом южные этнические группы.

- Топоры (кечуа: Cunca chucuna или «то, что ломает шеи»): могли быть как из камня, так и из меди.

### Оружие инков после прихода испанцев
Прибытие испанцев оказало на инков влияние и в военном ремесле: инки стали использовать лошадей, мечи, металлические доспехи и даже пушки. Известно, что когда Манко Инка Юпанки поднял восстание, он сформировал отряд из конницы; он также сам использовал испанское вооружение.

## Структура инкского войска
| Социальный класс      | Представители |
| --------------------- | --- |
| Солдаты — авкак руна. | - Авкак айуктакуска — войско солдат: - Апускипай — генерал армии. В подчинении имел все вооруженные силы Империи. - Авкак кунап апун — главный полководец. - Апуски Рандин — дивизионный генерал. В подчинении имел 10000 человек. - Атун Апу — бригадный генерал. В подчинении имел 4000-5000 человек. - Ваминка руна пусарикен апу — капитан над всеми капитанами, то есть полковник. - Авкакта йачачик (или пульячикук) апу — аналог испанского чина «маэстро-де-кампо». - Авкак пусарик, или Авкаман пусарик, или Апу — капитан. - Атун Апу Рандин — заместитель командующего. - Апу Рандин — старший лейтенант; заместитель командира. - Камайук — офицер. - Варанка Камайук — батальонный командир. В подчинении имел 1000 человек. - Пачак Камайук — сотник, центурион. В подчинении имел 100 человек. - Пичка Чунка Камайук — лейтенант. В подчинении имел 50 человек. - Чунка Камайук — младший лейтенант. В подчинении имел 10 человек. - Унанчайанак — прапорщик, знаменосец. В подчинении имел 5 человек. - Инантин авкакта суйучакапу — старший сержант. - Суйу чункачак — старший сержант, проводящий смотр войска. - Авкакнинта суйучак — сержант. - Рунанча — направляющий. - Авкаманка аркайкамайук, или Амачайкамайук — гарнизонные солдаты. - Пукара Камайук — копейщик. - Авкай пинкульу — военный музыкант-флейтист. - Авкай ванкар, Ванкар Камайук — барабанщик. - Кипа Камайук — трубач (подавал сигналы деревянной трубой). - Чору Камайук — трубач (подавал сигналы морской раковиной). - Авканакуй камайу — опытный солдат, ветеран. - Вамак авкак[руна] — новобранец. - Чапатиак или чапа — общественная тайная гвардия: - Каумива — шпион. |

### Книги
- Купрієнко С.А. Суспільно-господарський устрій імперії інків Тавантінсуйу : автореф. дис. на здобуття наук. ступеня канд. істор. наук : 07.00.02. (неопр.) / Купрієнко Сергій Анатолійович ; КНУ імені Тараса Шевченка. — Киев: ЛОГОС, 2013. — 20 с.
- Куприенко С.А. Источники XVI-XVII веков по истории инков: хроники, документы, письма / Под ред. С.А. Куприенко.. — Киев: Видавець Купрієнко С.А., 2013. — 418 с. — ISBN 978-617-7085-03-3.
- Пачакути Йамки Салькамайва, Куприенко С.А. Доклад о древностях этого королевства Перу / пер. С. А. Куприенко.. — Киев: Видавець Купрієнко С.А., 2013. — 151 с. — ISBN 978-617-7085-09-5.
- Талах В.Н., Куприенко С.А. Америка первоначальная. Источники по истории майя, науа (астеков) и инков / Ред. В. Н. Талах, С. А. Куприенко.. — Киев: Видавець Купрієнко С.А., 2013. — 370 с. — ISBN 978-617-7085-00-2.